# Fairlawn (Ohio)
Fairlawn es una ciudad situada en el condado de Summit, Ohio, Estados Unidos. Tiene una población estimada, a mediados de 2022, de 7662 habitantes.
Es parte del área metropolitana de Akron. 

## Geografía
La localidad está ubicada en las coordenadas 41°7′52″N 81°37′20″O / 41.13111, -81.62222. Según la Oficina del Censo de los Estados Unidos, tiene una superficie total de 11.85 km², de los cuales 11.82 km² corresponden a tierra firme y 0.03 km² están cubiertos de agua.

## Demografía
Según el censo de 2020, en ese momento había 7710 personas residiendo en la localidad. La densidad de población era de 652.28 hab./km². El 77.48% de los habitantes eran blancos, el 11.74% eran afroamericanos, el 0.14% eran amerindios, el 4.09% eran asiáticos, el 1.04% eran de otras razas y el 5.51% eran de una mezcla de razas. Del total de la población, el 3.07% eran hispanos o latinos de cualquier raza.